# مارانو دی والپولیچلا
مارانو دی والپولیچلا (به ایتالیایی: Marano di Valpolicella) یک کومونه در ایتالیا است که در استان ورونا واقع شده‌است. مارانو دی والپولیچلا ۱۸٫۶ کیلومتر مربع مساحت و ۲٬۹۷۵ نفر جمعیت دارد و ۳۱۸ متر بالاتر از سطح دریا واقع شده‌است.